# Karl Friedrich von Oertzen

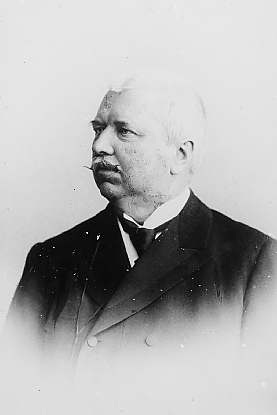
Karl Friedrich von Oertzen

Karl Friedrich von Oertzen (* 22. Januar 1844 in Rostock; † 9. November 1914 in Weimar) war ein deutscher Verwaltungsjurist und Minister.

## Leben
Karl Friedrich von Oertzen gehörte zum alten mecklenburgischen Adelsgeschlecht Oertzen und war ein Sohn des großherzoglich mecklenburg-schwerinischen Staatsministers Jasper von Oertzen und dessen Frau Amanda, geb. Schuback. Jasper von Oertzen war einer seiner Brüder.
Oertzen studierte an der Eberhard Karls Universität Tübingen und der Georg-August-Universität Göttingen Rechtswissenschaften. Er war Mitglied des Corps Saxonia Göttingen (1864) und des Corps Suevia Tübingen (1865).
Ab Juli 1875 war er im Auswärtigen Amt tätig. Zum 27. Mai 1880 wurde er kommissarisch Landrat des Kreises Schlüchtern, ab dem 16. August 1880 bis 1889 Landrat des Kreises Grevenbroich, anschließend, ab 2. März 1889, des Landkreises Hanau. In dieser Zeit war er auch Mitglied im Kommunallandtag Kassel und von 1892 bis 1894 im Provinziallandtag der Provinz Hessen-Nassau.
1895 wechselte er als Kabinettsminister (später: Staatsminister) in das Fürstentum Lippe. Diese Funktion entsprach der eines Ministerpräsidenten. Er war so während der Hochphase des Lippischen Erbfolgestreits der führende Beamte im Staat. Als 1897 Graf Ernst zur Lippe-Biesterfeld in dem Streit die Regentschaft zugesprochen wurde, bat von Oertzen um seine Entlassung. Nachfolgend wurde er Regierungspräsident des (preußischen) Hohenzollernschen Lande, von 1900 bis 1908 des Regierungsbezirks Lüneburg.
Karl Friedrich von Oertzen war seit dem 8. November 1881 mit Constance, geb. Freiin von Senarclens-Grancy, verheiratet, der Tochter großherzoglich hessischen Oberstallmeisters und Generalmajors à la suite August Ludwig Freiherr von Senarclens-Grancy. Das Ehepaar hatte sechs Kinder, darunter die Generaloberin der Schwesternschaften des Deutschen Roten Kreuzes Luise von Oertzen.

## Auszeichnungen
- Roter Adlerorden, 2. Klasse mit Eichenlaub[6]
- Königlicher Kronen-Orden (Preußen), 2. Klasse
- Johanniterorden, Rechtsritter
- Fürstlicher Hausorden von Hohenzollern, Ehrenkommenturkreuz
- Lippischer Hausorden, Ehrenkreuz 1. Klasse
- Annenorden, 3. Klasse
- Königlich Sächsisches Sanitätskreuz
- Osmanié-Orden, Großoffizier